# Calophyllum lineare
Calophyllum lineare är en tvåhjärtbladig växtart som beskrevs av Kostermans. Calophyllum lineare ingår i släktet Calophyllum och familjen Calophyllaceae. Inga underarter finns listade i Catalogue of Life.